# Mořic z Lichtenštejna
Mořic Josef Jan Křtitel Viktor princ z Lichtenštejna (německy Moritz Joseph Johann Baptist Viktor Prinz von und zu Liechtenstein; 21. července 1775 Vídeň – 24. března 1819 Vídeň) byl rakouský šlechtic, princ z rodu Lichtenštejnů a generál. Ve vojsku sloužil od svých sedmnácti let, vyznamenal se statečností během válek s revoluční Francií a napoleonských válkách, bojoval mimo jiné v bitvě u Slavkova a v bitvě u Lipska. V rakouské armádě dosáhl hodnosti polního podmaršála. Byl majitelem panství na Moravě (Velké Meziříčí, Břežany)

## Životopis
Pocházel z knížecího rodu Lichtenštejnů, náležel k moravskokrumlovské sekundogenituře označované také jako karolínská větev. Narodil se jako čtvrtý syn polního maršála Karla z Lichtenštejna (1730–1789), matkou byla Marie Eleonora, rozená princezna z Oettingen-Spielbergu (1745–1812), která patřila k úzkému okruhu přátel Josefa II. Do armády vstoupil v roce 1792 v hodnosti podporučíka, v roce 1796 byl již v hodnosti majora pobočníkem arcivévody Karla. V roce 1798 byl jmenován podplukovníkem a jako velitel jezdeckého pluku byl účastníkem několika střetnutí během francouzských revolučních válek (bitva u Stockachu). V roce 1800 byl povýšen na plukovníka, ale v prosinci téhož roku padl do francouzského zajetí. Po propuštění obdržel Řád Marie Terezie (1801).
K datu 1. září 1805 byl ve věku třiceti let povýšen do hodnosti generálmajora, krátce poté byl účastníkem kapitulace pevnosti Ulmu. V bitvě u Slavkova (1805) byl velitelem 2. jízdní brigády tvořené rakouskými a ruskými husary. Ve válce páté koalice proti Napoleonovi (1809) byl zraněn a téhož roku byl povýšen do hodnosti polního podmaršála. Později se zúčastnil tažení proti Francouzům v roce 1813, zúčastnil se bitvy u Drážďan a bitvy u Lipska, v níž byl znovu zraněn. V roce 1814 velel spojeneckým vojskům v Troyes a podílel se na okupaci Francie. Po napoleonských válkách žil ve Vídni jako velitel divize.

## Majetkové a rodinné poměry
Na základě vzdálenějších příbuzenských vztahů zdědil v roce 1789 panství Břežany na Znojemsku (tehdy pod názvem Fryšava, respektive Frischau), fakticky se tohoto majetku ujal v roce 1798. O zámek v Břežanech však neměl zájem a ve finanční tísni rozprodal po roce 1801 hodnotné umělecké sbírky. Po matce Marii Eleonoře zdědil v roce 1812 panství Velké Meziříčí se statkem Stránecká Zhoř.
Krátce po bitvě u Slavkova a uzavření Prešpurského míru se v dubnu 1806 oženil s princeznou Marií Leopoldinou Esterházyovou z Galanty (1788–1846), dcerou knížete Mikuláše II. Esterházyho. Sňatek se konal v hlavním rodovém sídle Esterházyů v Eisenstadtu. Marie Leopoldina se později stala c. k. palácovou dámou a dámou Řádu hvězdového kříže. Z jejich manželství se narodily čtyři děti, jediný syn Mikuláš zemřel krátce po narození, dcery se provdaly do rodin Lobkoviců a Schwarzenbergů. Nejmladší dcera Leopoldina byla dědičkou obou Mořicových panství Velké Meziříčí a Břežany.
- 1. Mikuláš (*/† 1807)
- 2. Marie (1808–1871), c. k. palácová dáma, dáma Řádu hvězdového kříže, 1826 Ferdinand Josef kníže z Lobkowicz (1797–1868), c. k. tajný rada, komoří, poslanec Českého zemského sněmu, dědičný člen rakouské Panské sněmovny, rytíř Řádu zlatého rouna, majitel velkostatků Roudnice nad Labem, Bílina, Vysoký Chlumec, Nelahozeves, Jezeří ad.
- 3. Eleonora (1812–1873), c. k. palácová dáma, dáma Řádu hvězdového kříže, 1830 Jan Adolf II. kníže ze Schwarzenbergu (1799–1888), c. k. tajný rada, komoří, poslanec Českého zemského sněmu, dědičný člen rakouské Panské sněmovny, rytíř Řádu zlatého rouna, majitel velkostatků Český Krumlov, Třeboň, Hluboká nad Vltavou, Vimperk atd.
- 4. Leopoldina (1815–1899), c. k. palácová dáma, majitelka velkostatků Velké Meziříčí a Břežany, 1837 Ludvík Jan princ z Lobkowicz (1807–1882), c. k. rytmistr, nositel Leopoldova řádu

V rakouské armádě se vyznamenalo i několik Mořicových bratrů. Starší Josef Václav (1767–1842) byl původně předurčen k církevní dráze, ale nakonec vstoupil do armády a dosáhl hodnosti generálmajora. Další bratr František Alois (1776–1794) padl v hodnosti hejtmana za francouzských revolučních válek v Belgii. Nejmladší Alois Gonzaga (1780–1833) byl též účastníkem napoleonských válek, nakonec dosáhl hodnosti polního zbrojmistra a funkce zemského velitele v Českém království.